# Tate Britain

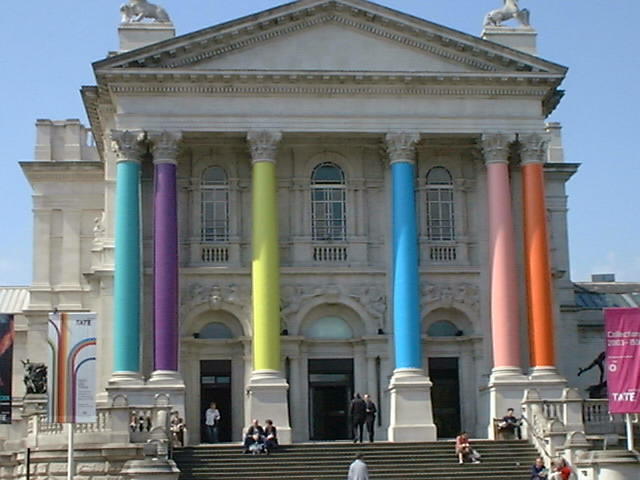
Tate Britain (im Jahr 2003)

Die Tate Britain (ursprünglich Tate Gallery of British Art) ist ein Museum in London, in dem die weltweit größte Sammlung britischer Kunst vom 16. bis zum 21. Jahrhundert gezeigt wird.

## Geschichte

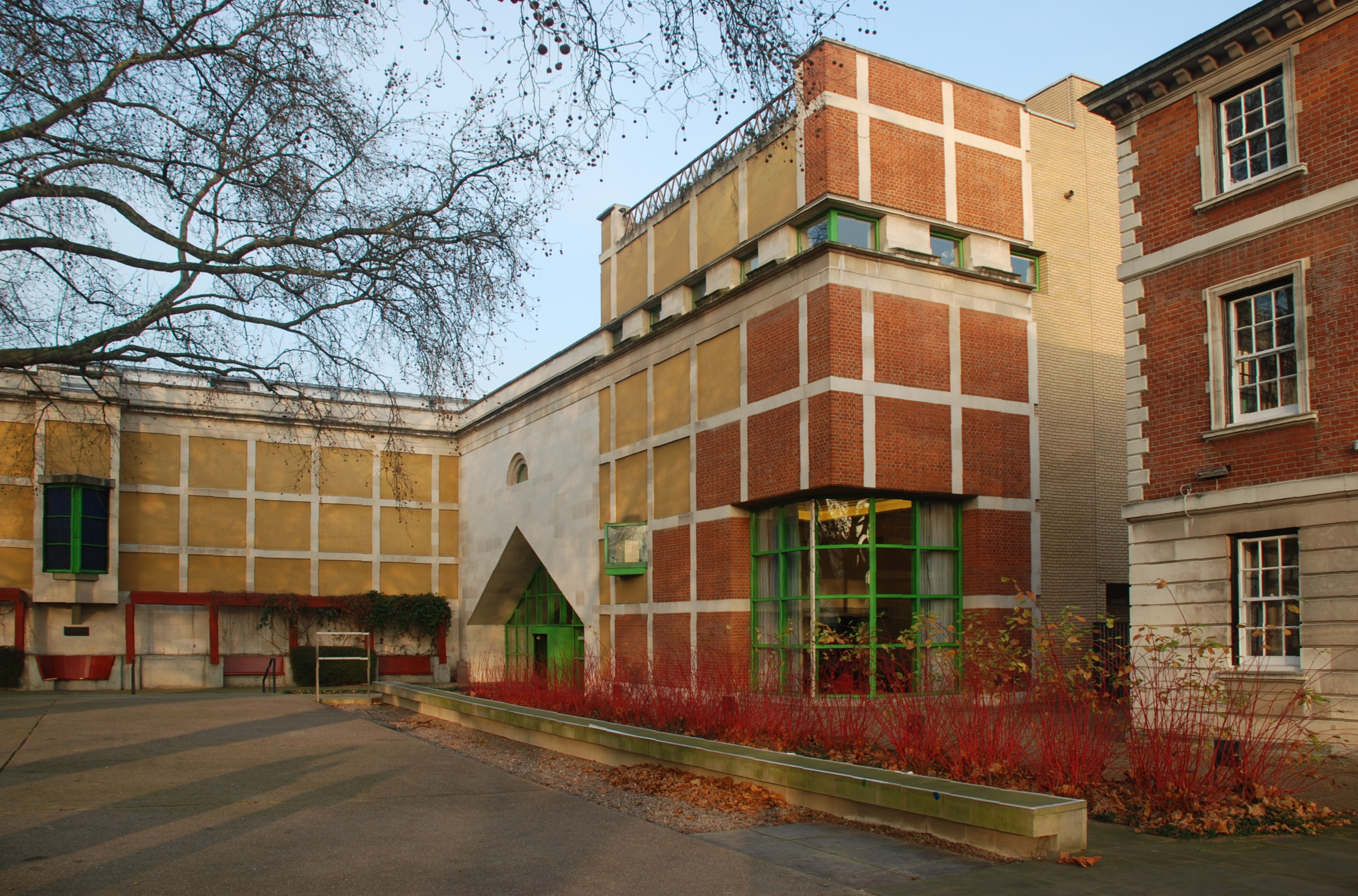
Clore Gallery, eröffnet 1987 als Erweiterungsbau des Tate Britain. Gebaut nach Plänen von James Stirling.

Ende des 19. Jahrhunderts bot der Zuckermillionär Sir Henry Tate der britischen Regierung an, eine Galerie für moderne britische Kunst errichten zu lassen und seine Sammlung von über 60 Gemälden namhafter britischer Künstler der Nation als Grundstock der Ausstellung zu vermachen, falls die Regierung ein entsprechendes Grundstück zur Verfügung stellte. Als Standort wurde Millbank ausgewählt. Das dortige  größte Londoner Gefängnis wurde abgerissen, und bereits am 21. Juli 1897 öffnete die Tate Gallery ihre Pforten in einem von Sidney R. J. Smith entworfenen neoklassizistischen Gebäude am Themseufer. Die Sammlung sollte sich auf britische Künstler beschränken, die nach 1790 geboren worden waren, doch Schenkungen wie der Turner-Nachlass (William Turner kam 1775 zur Welt) und eine Sammlung von Impressionisten führten zu einer Neuorientierung. Ab 1917 wurden auch ausländische Künstler sowie vor 1790 geborene Briten zugelassen. So hatte die Tate Gallery im Wesentlichen zwei Themenschwerpunkte: Englische Malerei vom 16. bis zum späten 19. Jahrhundert und internationale Malerei der Moderne seit 1880. 1955 wurde die Tate Gallery auch formell von der National Gallery getrennt. 1968 wurde beschlossen, dass die Sammlungen Britischer Maler in jeder Galerie klarer definiert werden sollten.
In der neu erbauten Clore Gallery, entworfen von Sir James Stirling und teilweise finanziert durch die Clore Stiftung, die 1987 eröffnet wurde, kann jetzt auch der Nachlass von Turner angemessen repräsentiert werden.
Um diese mittlerweile weltweit größte Sammlung britischer Kunst angemessen präsentieren zu können, wurde das Museum vor einigen Jahren geteilt. Die Bestände der International Contemporary Art sind seit 2000 in der neuen Tate Gallery of Modern Art im Gebäude der früheren Bankside Power Station zu sehen. In der Tate Britain werden die Werke heute in themenorientierten Galerien gezeigt. Zusätzliche Räume wurden geschaffen. Es konnten 35 % Ausstellungskapazität hinzugewonnen werden, viele Exponate, die aus Platzgründen jahrelang eingelagert waren, können nun wieder gezeigt werden. Damit dokumentiert die Tate Britain, ihrem Ursprungskonzept gemäß, die britische Kunst von 1500 bis zur Gegenwart.
2019 wurde die Tate Britain von rund 1,81 Millionen Personen besucht. 2024 betrug die Besucherzahl etwa 1,23 Millionen Personen.

## Sammlung
Es befinden sich hier an die 3500 Gemälde, dazu Drucke und Skulpturen. Jedes Jahr kommen neue Werke hinzu. Den naiven Formalismus der Porträts aus Tudor- und Stuart-Zeit zeigen beispielhaft das anonyme Werk Die Schwestern Cholmondeley (1600–1610), zwei Schwestern, die am gleichen Tag geboren wurden, heirateten und ihre ersten Kinder gebaren, oder Hans Eworths Porträt einer Dame (1565–1568). Außergewöhnlich ist auch Evert Colliers Trompe l’Oeil of Newspapers (um 1695–1700).
Im 18. Jahrhundert reagierten die britischen Maler auf die Aufklärung. Zu den Gemälden von William Hogarth zählt eine Serie seiner Diener (um 1750–1755). Außerdem hängen hier George Stubbs’ Pferd, von einem Löwen verschlungen (um 1765) und Die Erntearbeiter (1785), sowie Reynolds’ Bild Die drei Grazien schmücken eine Hymen-Herme (1774), sowie diverse Werke Gainsboroughs, darunter Giovanna Baccelli (um 1782). Einer der ausgestellten internationalen Künstler ist der Amerikaner John Singer Sargent mit den Gemälden Nelke, Lilie, Lilie, Rose (1885–1886) und Porträt der Mrs Barnard (1885).

## Ausstellungen
- 2024: Sargent and fashion
- 2022: Walter Sickert[5]
- 2021/22: Hogarth and Europe
- 2017: Queer British Art 1861–1967